# Assassinato de Tupac Shakur
Em 7 de setembro de 1996, o rapper americano Tupac Shakur foi atingido por quatro tiros em um tiroteio em Las Vegas, Nevada. O tiroteio ocorreu às 23h15, quando o carro com Shakur parou em um sinal vermelho no East Flamingo Road com o cruzamento Koval Lane. Shakur foi atingido por quatro tiros disparados de um calibre .40: dois no peito, um no braço e um na coxa. Ele morreu seis dias depois de insuficiência respiratória que levou à parada cardíaca após a remoção do pulmão direito no Centro Médico Universitário de Nevada. No documentário "Murder Rap", de 2015, que discute o assassinato de Shakur, o ex-detetive Greg Kading, da LAPD, afirma que o tio de Orlando Anderson "Keffe D" confirmou oficialmente que Anderson foi quem atirou e matou Shakur.

## Eventos anteriores

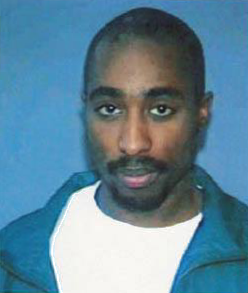
Fotografia do rapper americano Tupac Shakur para obter carteira de motorista no estado da Califórnia, EUA, em 1996.

Tupac Shakur assistiu a luta de boxe entre Mike Tyson vs Bruce Seldon com Suge Knight no MGM Grand em Las Vegas, Nevada. Depois de deixar a luta, um dos associados a Knight, viu Orlando "Baby Lane" Anderson, um membro da gangue Crips de Compton, Califórnia, no lobby do MGM Grand. No início daquele ano, Anderson e outros membros dos Crips roubaram um membro da Death Row Records em uma loja Foot Locker. O associado de Knight disse a Shakur e Shakur atacou Anderson. A banca de Shakur, bem como Knight e seus aliados, ajudaram a bater em Anderson. A briga foi gravada pela câmera de vigilância do hotel. Após a briga, Shakur foi com Knight ao Club 662 (agora conhecido como restaurante / clube Seven), que Knight havia alugado para a noite. Shakur saiu com Suge Knight depois de mudar de roupa.

## Tiroteio
Entre 23h00 e 23h05, Shakur e Suge Knight foram parados no Las Vegas Boulevard pela Polícia Metropolitana de Las Vegas pois estavam com o som do carro alto e sem a licença das placas do carro. Suge tirou as placas do porta-malas e os dois foram liberados alguns minutos depois, sem serem multados. Às 23h10, enquanto eles estavam parados em um sinal vermelho no cruzamento de Flamingo Road e Koval Lane em frente ao Hotel Maxim, um veículo ocupado por duas mulheres parou ao lado do carro com Shakur. Shakur, que estava de pé através do teto solar, conversou com as duas mulheres e as convidou para ir ao Clube 662. Às 23h15, um Cadillac branco, de quatro portas, modelo antigo, com um número de ocupantes desconhecido, parou ao lado direito do sedan, o vidro da janela foi abaixado e foram rapidamente disparados doze ou treze tiros contra Shakur. Ele foi atingido quatro vezes, duas vezes no peito, uma vez no braço e uma vez na coxa. Uma das balas entrou no pulmão direito de Shakur. Knight foi atingido na cabeça por estilhaços. Yaki Kadafi amigo de Tupac e membro do grupo Outlawz, estava num carro atrás de Shakur no momento do tiroteio.

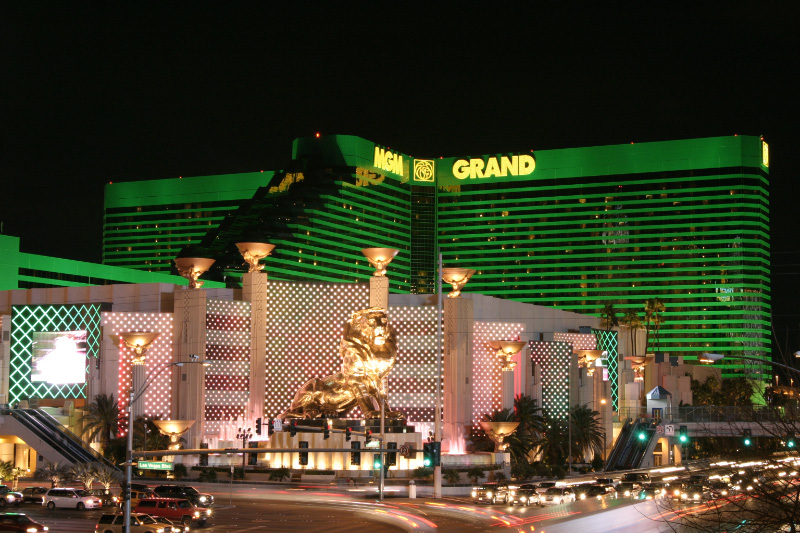
MGM Grand, onde a desordem entre Tupac e Orlando houvera acontecido

Apesar do veículo ter um pneu furado e ferimentos de Knight, ele conseguiu dirigir Shakur e ele mesmo até uma milha do local dos disparos, até a Las Vegas Boulevard com a Harmon Avenue. Eles foram abordados pela Patrulha de Bicicleta, que alertou os paramédicos através do rádio. Depois de chegar na cena, policiais e paramédicos levaram Knight e Shakur ao Centro Médico da Universidade do Sul de Nevada. Eles foram levados a poucos passos de distância do MGM Grand. De acordo com uma entrevista com o diretor de vídeo-música Gobi, no hospital, recebeu notícias de um empregado de marketing da Death Row que os atiradores chamaram a gravadora e ameaçaram Shakur. Gobi disse isso à polícia de Las Vegas. Nenhum atirador chegou ao hospital após os disparos de Shakur. Shakur disse que estava morrendo enquanto era levado para a sala de emergência. No hospital, Shakur estava fortemente sedado; foi colocado em máquinas de suporte de vida e, em última instância, foi colocado sob um coma induzido por barbitúricos depois de tentar repetidamente sair da cama. Ele foi visitado por Jones e recuperou a consciência quando ouviu "Vincent" de Don McLean no CD ao lado de sua cama. Segundo Jones, ele gemeu e seus olhos estavam cheios de "muco e inchado". Jones disse a Shakur que ela o amava. Knight foi liberado do hospital no dia seguinte ao tiroteio em 8 de setembro, mas não falou até o 11 de setembro. Ele disse aos oficiais que ele "ouviu algo, mas não viu nada" na noite do tiroteio. Um porta-voz dos oficiais disse que a declaração de Knight não ajudou nada na investigação. O sargento Kevin Manning disse durante a semana que os oficiais não receberam "muita cooperação" da comitiva de Shakur. Gobi Rahimi e membros do grupo de Shakur, Outlawz, guardaram Shakur enquanto ele permanecia no hospital devido ao medo de que quem atirou em Shakur "venha acabar o que começou". Rahimi mencionou a possibilidade de que os Outlawz trouxeram armas com eles. Enquanto na unidade de cuidados intensivos, na tarde de sexta-feira, 13 de setembro de 1996, Shakur morreu de insuficiência respiratória, que levou à parada cardíaca após a remoção do pulmão direito. Os médicos tentaram revivê-lo, mas não conseguiram parar a hemorragia. Sua mãe, Afeni, tomou a decisão de cessar o tratamento médico. Ele foi declarado morto às 16h03 (PDT). Enquanto a maior parte da reação à sua morte era pacífica fora do hospital, um amigo de Shakur gritou com a equipe médica, exigindo saber por que o deixaram morrer.
Em 2014, um policial que afirmou ter testemunhado os últimos momentos de Shakur disse que Shakur se recusou a declarar quem atirou nele. Quando o oficial perguntou a Tupac se ele tinha visto a pessoa ou pessoas que o atiraram, Shakur respondeu dizendo: "Vai se foder" ao oficial como suas últimas palavras. Paramédicos e outros oficiais presentes na cena não relataram ouvir Tupac dizer essas palavras, nem o guarda-costas Frank Alexander ou Suge Knight, que também estavam presentes.
Em 2018, Duane "Keefe D" Davis confessou ter tido participação no assassinato de Tupac Shakur. Devido às leis estadunidenses, por causa de um câncer, Keefe D pôde falar da situação sem medo de ser preso. As teses sobre o envolvimento de Orlando Anderson ficaram mais evidentes quando seu tio — Keefe D — afirmou estar envolvido no caso. Greg Kading, um investigador aposentado do departamento de polícia de Los Angeles, afirmou que Sean Combs pagou USD 1.000.000,00 para quem executasse Suge Knight e Shakur.
Em 29 de setembro de 2023, a Associated Press reportou que a polícia de Las Vegas havia prendido Keffe D por sua participação no assassinato de Tupac.

## Relatórios de investigação sobre o assassinato
Em 2002, o LA Times publicou uma história de duas partes de Chuck Philips, intitulada "Who Killed Tupac Shakur?" (em português, "Quem Matou Tupac Shakur?") com base em uma investigação de um ano. Philips afirmou que "o tiroteio foi realizado por uma gangue de Compton chamada Southside Crips para vingar o espancamento de um de seus membros por Shakur algumas horas antes. Orlando Anderson, o Crip a quem Shakur atacou, disparou os tiros fatais. A polícia de Las Vegas considerou Anderson como um suspeito e o entrevistou apenas uma vez, brevemente. Anderson foi morto quase dois anos depois em um tiro de gangues não relacionado. O artigo de Philips também implicou os rappers da costa leste, incluindo The Notorious B.I.G., o rival de Tupac na época e vários criminosos de Nova York. O segundo artigo da série da Philips analisou a investigação do assassinato e afirmou que o departamento de polícia de Las Vegas investigou mal. Seu artigo afirmou que os erros da polícia de Las Vegas foram: (1) desconsiderar a luta que ocorreu poucas horas antes do tiroteio, em que Shakur estava envolvido na briga com Anderson no lobby MGM de Las Vegas; (2) ao não acompanhar um membro da comitiva de Shakur que testemunhou o tiroteio que contou a polícia de Las Vegas, ele provavelmente poderia identificar um ou mais atiradores antes que a testemunha fosse morta; e (3) não acompanhar a delação de uma testemunha que viu um Cadillac branco semelhante ao carro do qual os tiros fatais foram disparados e em que os atiradores escaparam.
Um ano após o tiroteio, o sargento da divisão de homicídios da polícia de Las Vegas. Kevin Manning, que liderou a investigação, disse à repórter investigativa de Las Vegas Sun, Cathy Scott, que o assassinato de Shakur "pode nunca ser resolvido". O caso desacelerou no início da investigação, disse ele, como poucas novas pistas surgiram e as testemunhas ficaram grumadas. Ele disse que a investigação estava parada. E.D.I. Mean, um colaborador de Shakur e um membro da Outlawz, disse que ele era positivo, a polícia sabia "o que aconteceu" e acrescentou: "Esta é a América. Encontramos Bin Laden".
Em 2011, de acordo com a Lei de Liberdade de Informação, o FBI divulgou documentos revelando sua investigação da Liga de Defesa Judaica por ameaças de morte contra Shakur e outros rappers. Em 2017, Suge Knight afirmou que ele poderia ter sido o alvo do ataque que matou Shakur.

## Testemunhas
No momento do tiroteio, uma comitiva de cerca de 10 automóveis seguia o veículo de Knight e Shakur. No ano seguinte ao tiroteio, Knight afirmou durante uma entrevista no ABC Primetime Live que ele não sabia quem havia atirado contra Shakur, mas nunca falaria aos oficiais se soubesse.
Yaki Kadafi esteve envolvido em uma briga com oficiais dois dias após o tiroteio. Kadafi deixou Las Vegas após a morte de Shakur dias depois, viajando para Atlanta e Los Angeles antes de se estabelecer em Nova Jersey, onde seus parentes viviam. Naquele tempo, os investigadores de Compton montaram/documentaram tiroteios de vários membros de gangues, que incluíam Anderson e os entregaram à Las Vegas. O responsável pela divisão de homicídios em Las Vegas, o sargento Kevin Manning, disse que os detetives chamaram seu advogado para estabelecer uma reunião com o rapper (Kadafi), para que ele pudesse avaliar as fotos. De acordo com Manning, as chamadas telefônicas não foram devolvidas. Oficiais por conta própria tentaram localizar Kadafi, que foi morto em um projeto de habitação em Irvington, Nova Jersey, em novembro de 1996, dois meses após o tiroteio.
E.D.I. Mean e Frank Alexander disseram ao Los Angeles Times no início de 1997 que a polícia de Las Vegas nunca havia solicitado a exibição de fotos de possíveis suspeitos no caso, apesar de ter observado o tiroteio e ter conhecimento das aparências dos homens no carro do qual os tiros foram disparados. No entanto, em uma entrevista com Frank Alexander conduzida pela Polícia Metropolitana de Las Vegas em 19 de março de 1997, foram mostradas mais de oito fotos, mas este não conseguiu identificar qualquer suspeito dessas fotos. E.D.I. Mean afirmou ter visto todos os quatro homens no veículo, enquanto Alexander relatou ter visto o rosto do suspeito que disparou contra Shakur.

## Alegações envolvendo Notorious B.I.G.
O rapper Christopher Wallace, conhecido como The Notorious B.I.G., negou ter desempenhado um papel no assassinato. Em apoio de suas negativas, a família de Wallace produziu faturas computadorizadas, sugerindo que Wallace estava gravando uma música em um estúdio de gravação da cidade de Nova York na noite em que Shakur foi baleado. O gerente de Wallace, Wayne Barrow, e o rapper Lil 'Cease negaram publicamente que Wallace teve um papel no crime e disseram que estavam com ele no estúdio de gravação na noite do tiroteio. Embora a família de Wallace tenha produzido recibos computadorizados para mostrar que Wallace estava no estúdio no momento do tiroteio, o The New York Times chamou a evidência de "inconclusiva", afirmando:
| “ | As páginas representam três impressões de computador da Diddy's House, indicando que Wallace estava no estúdio gravando uma música chamada Nasty Boy na noite em que Shakur foi baleado. Eles indicam que Wallace escreveu metade da sessão. Mas nada indica quando os documentos foram criados. E Louis Alfred, engenheiro de computação listado nos depoimentos, disse em uma entrevista que lembrou de gravar a música com Wallace em uma sessão noturna, não durante o dia. Ele não conseguiu se lembrar da data da sessão, mas disse que provavelmente não era a noite em que Shakur foi baleado. Teríamos ouvido falar sobre isso, disse o Sr. Alfred. | ” |

Wallace foi morto em um tiroteio por um assaltante desconhecido em 9 de março de 1997 e morreu no Centro Médico Cedars-Sinai em Los Angeles, Califórnia, seis meses depois que Tupac foi morto.